# Spirostreptus convolutus
Spirostreptus convolutus är en mångfotingart som beskrevs av Henri Saussure och Leo Zehntner 1901. Spirostreptus convolutus ingår i släktet Spirostreptus och familjen Spirostreptidae. Inga underarter finns listade i Catalogue of Life.